# Biliran, Biliran
Biliran là một đô thị cấp năm ở tỉnh Biliran, Philippines. Theo điều tra dân số năm 2000, đô thị này có dân số 13.817 người trong 2.619 hộ.

## Các đơn vị hành chính
Biliran, về mặt hành chính, được chia thành 11 khu phố (barangay).
- Bato
- Burabod
- Busali
- Hugpa
- Julita
- Canila
- Pinangumhan
- San Isidro (Pob.)
- San Roque (Pob.)
- Sanggalang
- Villa Enage (Baras)